# Campus Oviedo Centro
El campus de Oviedo Centro es uno de los campus de la Universidad de Oviedo. Está situado en el centro de Oviedo, Asturias. Creado a finales del siglo XX.

## Descripción
Tienen su sede en esta parte del campus:
- Escuela de Minas de Oviedo[1]
- Facultad de Psicología